# Liga das Nações de Voleibol Feminino de 2022
A Liga das Nações de Voleibol Feminino de 2022 foi a quarta edição deste torneio, sendo promovido pela Federação Internacional de Voleibol (FIVB). O torneio ocorreu de 31 de maio a 17 de julho, com as finais ocorrendo na cidade de Ancara, na Turquia.
Campeã das três primeiras edições do torneio, a seleção dos Estados Unidos foi eliminada nas quartas de final pela Sérvia. Na final inédita, a Itália venceu o Brasil por 3 sets a 0 e conquistou seu primeiro título da competição. Na disputa pelo terceiro lugar, a Sérvia venceu a seleção anfitriã da fase final por 3 sets a 0 e subiu ao pódio pela primeira vez. A oposta italiana Paola Egonu foi eleita a melhor jogadora da competição (MVP).

## Participantes
Segue-se o quadro com as dezesseis seleções qualificadas para a Liga das Nações de 2022. Entre parênteses está a posição de cada equipe no ranking da FIVB antes do início da competição.
No dia 1 de março de 2022, a FIVB declarou que as seleções da Rússia e da Bielorrússia não estavam elegíveis para participar em suas competições devido aos conflitos armados na Ucrânia. Em 5 de abril do mesmo ano, foi anunciado a Bulgária como seleção substituta da Rússia na competição, além da troca do local de disputa do Grupo 6 da semana 3.
Somente as equipes desafiantes podem ser rebaixadas para a Challenger Cup.
| Qualificação         | Qualificadas             |
| -------------------- | ------------------------ |
| Equipes obrigatórias | Alemanha (11)            |
| Equipes obrigatórias | Brasil (2)               |
| Equipes obrigatórias | China (3)                |
| Equipes obrigatórias | Coreia do Sul (14)       |
| Equipes obrigatórias | Estados Unidos (1)       |
| Equipes obrigatórias | Itália (6)               |
| Equipes obrigatórias | Japão (9)                |
| Equipes obrigatórias | Países Baixos (10)       |
| Equipes obrigatórias | Sérvia (5)               |
| Equipes obrigatórias | Tailândia (19)           |
| Equipes obrigatórias | Turquia (4)              |
| Equipes desafiantes  | Bélgica (13)             |
| Equipes desafiantes  | Bulgária (15)            |
| Equipes desafiantes  | Canadá (18)              |
| Equipes desafiantes  | Polônia (12)             |
| Equipes desafiantes  | República Dominicana (7) |

## Fórmula de disputa
Fase preliminar
As dezesseis seleções participantes foram divididas em dois grupos de oito seleções cada. Durante as três semanas de competições da fase classificatória, cada equipe jogou um total de 12 partidas, consistindo em quatro partidas entre a terça e o domingo de cada semana.
Fase final
A fase final foi composta pelas oito melhores equipes da fase classificatória. Consistiu em oito partidas no total: quatro jogos nas quartas de final, duas semifinais e as disputas pelo terceiro lugar e pelo título do campeonato.

## Calendário
O resultado do sorteio dos grupos foi realizado em 7 de dezembro de 2021.
| Estados Unidos · Brasil · Japão · República Dominicana | Alemanha · Polônia · Coreia do Sul · Canadá |

| Turquia · China · Bulgária · Países Baixos | Itália · Bélgica · Sérvia · Tailândia |

| Brasil · Turquia · República Dominicana · Países Baixos · | Itália · Alemanha · Sérvia · Coreia do Sul |

| Estados Unidos · China · Japão · Bulgária | Bélgica · Polônia · Tailândia · Canadá |

| Canadá · Estados Unidos · Turquia · Japão · | Países Baixos · Bélgica · Alemanha · Sérvia |

| Bulgária · China · Brasil · República Dominicana | Itália · Polônia · Coreia do Sul · Tailândia |

## Locais

### Fase preliminar
| Primeira semana                                                  | Primeira semana                                 |
| Grupo 1                                                          | Grupo 2                                         |
| Brookshire Grocery Arena Shreveport–Bossier City, Estados Unidos | Ankara Arena Ancara, Turquia                    |
| ---------------------------------------------------------------- | ----------------------------------------------- |
| Capacidade: 14 000                                               | Capacidade: 10 400                              |
|                                                                  |                                                 |
| Segunda semana                                                   |                                                 |
| Grupo 3                                                          | Grupo 4                                         |
| Ginásio Nilson Nelson Brasília, Brasil                           | Smart Araneta Coliseum Cidade Quezon, Filipinas |
| Capacidade: 11 105                                               | Capacidade: 15 000                              |
|                                                                  |                                                 |
| Terceira semana                                                  |                                                 |
| Grupo 5                                                          | Grupo 6                                         |
| Seven Chiefs Sportsplex Calgary, Canadá                          | Arena Armeec Sófia, Bulgária                    |
| Capacidade: 5 000                                                | Capacidade: 15 000                              |
|                                                                  |                                                 |

### Fase final
| Fase final                   | Fase final                   |
| Ankara Arena Ancara, Turquia | Ankara Arena Ancara, Turquia |
| ---------------------------- | ---------------------------- |
|                              | Ancara                       |
| Capacidade: 10 400           |                              |

## Critérios de classificação no grupo
1. Número de vitórias;
2. Pontos;
3. Razão de sets;
4. Razão de pontos;
5. Resultado da última partida entre os times empatados.

- Placar de 3–0 ou 3–1: 3 pontos para o vencedor, nenhum para o perdedor;
- Placar de 3–2: 2 pontos para o vencedor, 1 para o perdedor.

## Fase preliminar

### Tabela
|  | Equipes classificadas para a fase final           |
|  | Equipe classificada para a fase final (país-sede) |
|  | Equipe rebaixada para a Challenger Cup de 2022    |

|     |                      |     | Jogos | Jogos | Jogos | Resultados | Resultados | Resultados | Resultados | Resultados | Resultados | Sets | Sets | Sets  | Pontos | Pontos | Pontos |
| Pos | Equipe               | Pts | T     | V     | D     | 3–0        | 3–1        | 3–2        | 2–3        | 1–3        | 0–3        | V    | P    | R     | V      | P      | R      |
| --- | -------------------- | --- | ----- | ----- | ----- | ---------- | ---------- | ---------- | ---------- | ---------- | ---------- | ---- | ---- | ----- | ------ | ------ | ------ |
| 1   | Estados Unidos       | 32  | 12    | 11    | 1     | 8          | 2          | 1          | 0          | 0          | 1          | 33   | 7    | 4.714 | 961    | 810    | 1.186  |
| 2   | Brasil               | 29  | 12    | 10    | 2     | 5          | 4          | 1          | 0          | 1          | 1          | 31   | 12   | 2.583 | 997    | 898    | 1.110  |
| 3   | Itália               | 29  | 12    | 10    | 2     | 4          | 5          | 1          | 0          | 1          | 1          | 31   | 13   | 2.385 | 1021   | 888    | 1.150  |
| 4   | China                | 26  | 12    | 8     | 4     | 3          | 5          | 0          | 2          | 1          | 1          | 29   | 17   | 1.706 | 1046   | 923    | 1.133  |
| 5   | Japão                | 25  | 12    | 8     | 4     | 5          | 2          | 1          | 2          | 2          | 0          | 30   | 16   | 1.875 | 1042   | 931    | 1.119  |
| 6   | Sérvia               | 23  | 12    | 8     | 4     | 2          | 4          | 2          | 1          | 1          | 2          | 27   | 20   | 1.350 | 1042   | 1044   | 0.998  |
| 7   | Turquia              | 23  | 12    | 7     | 5     | 4          | 3          | 0          | 2          | 3          | 0          | 28   | 18   | 1.556 | 1060   | 966    | 1.097  |
| 8   | Tailândia            | 15  | 12    | 5     | 7     | 3          | 0          | 2          | 2          | 3          | 2          | 22   | 25   | 0.880 | 994    | 1049   | 0.948  |
| 9   | República Dominicana | 14  | 12    | 5     | 7     | 1          | 2          | 2          | 1          | 2          | 4          | 19   | 27   | 0.704 | 926    | 1039   | 0.891  |
| 10  | Alemanha             | 14  | 12    | 4     | 8     | 1          | 3          | 0          | 2          | 4          | 2          | 20   | 27   | 0.741 | 1045   | 1057   | 0.989  |
| 11  | Países Baixos        | 14  | 12    | 4     | 8     | 1          | 2          | 1          | 3          | 2          | 3          | 20   | 28   | 0.714 | 1010   | 1047   | 0.965  |
| 12  | Canadá               | 12  | 12    | 4     | 8     | 2          | 2          | 0          | 0          | 5          | 3          | 17   | 26   | 0.654 | 961    | 989    | 0.972  |
| 13  | Polônia              | 12  | 12    | 4     | 8     | 1          | 1          | 2          | 2          | 2          | 4          | 18   | 29   | 0.621 | 1005   | 1049   | 0.958  |
| 14  | Bulgária             | 12  | 12    | 4     | 8     | 2          | 1          | 1          | 1          | 0          | 7          | 14   | 27   | 0.519 | 867    | 914    | 0.949  |
| 15  | Bélgica              | 8   | 12    | 4     | 8     | 0          | 0          | 4          | 0          | 6          | 2          | 18   | 32   | 0.563 | 1034   | 1130   | 0.915  |
| 16  | Coreia do Sul        | 0   | 12    | 0     | 12    | 0          | 0          | 0          | 0          | 3          | 9          | 3    | 36   | 0.083 | 701    | 978    | 0.717  |

### Primeira semana

#### Grupo 1
- Local:  Shreveport–Bossier City, Estados Unidos
- As partidas seguem o horário local (UTC−5).

| Data   | Hora  |                      | Placar |                      | Set 1 | Set 2 | Set 3 | Set 4 | Set 5 | Total   | Relatório |
| ------ | ----- | -------------------- | ------ | -------------------- | ----- | ----- | ----- | ----- | ----- | ------- | --------- |
| 31 mai | 17:00 | Alemanha             | 1–3    | Brasil               | 27–29 | 25–23 | 25–27 | 21–25 |       | 98–104  | Relatório |
| 31 mai | 20:00 | Estados Unidos       | 3–0    | República Dominicana | 25–21 | 25–17 | 25–18 |       |       | 75–56   | Relatório |
| 1 jun  | 17:00 | Polônia              | 3–1    | Canadá               | 20–25 | 25–22 | 25–23 | 25–20 |       | 95–90   | Relatório |
| 1 jun  | 20:00 | Coreia do Sul        | 0–3    | Japão                | 17–25 | 16–25 | 11–25 |       |       | 44–75   | Relatório |
| 2 jun  | 14:00 | Brasil               | 3–0    | Polônia              | 25–23 | 25–21 | 25–22 |       |       | 75–66   | Relatório |
| 2 jun  | 17:00 | Alemanha             | 2–3    | Japão                | 27–25 | 25–23 | 20–25 | 22–25 | 12–15 | 106–113 | Relatório |
| 2 jun  | 20:00 | Canadá               | 3–0    | República Dominicana | 25–18 | 25–15 | 25–18 |       |       | 75–51   | Relatório |
| 3 jun  | 14:00 | Alemanha             | 3–0    | Coreia do Sul        | 25–22 | 25–15 | 25–16 |       |       | 75–53   | Relatório |
| 3 jun  | 17:00 | República Dominicana | 1–3    | Brasil               | 9–25  | 25–16 | 18–25 | 17–25 |       | 69–91   | Relatório |
| 3 jun  | 20:00 | Estados Unidos       | 3–0    | Canadá               | 25–14 | 25–22 | 25–19 |       |       | 75–55   | Relatório |
| 4 jun  | 14:00 | Coreia do Sul        | 0–3    | Polônia              | 9–25  | 23–25 | 11–25 |       |       | 43–75   | Relatório |
| 4 jun  | 17:00 | República Dominicana | 1–3    | Japão                | 17–25 | 25–20 | 21–25 | 10–25 |       | 73–95   | Relatório |
| 4 jun  | 20:00 | Estados Unidos       | 3–0    | Brasil               | 25–21 | 25–20 | 25–18 |       |       | 75–59   | Relatório |
| 5 jun  | 12:00 | Polônia              | 3–2    | Alemanha             | 27–25 | 25–22 | 14–25 | 23–25 | 15–7  | 104–104 | Relatório |
| 5 jun  | 15:00 | Japão                | 3–0    | Estados Unidos       | 25–22 | 25–20 | 25–20 |       |       | 75–62   | Relatório |
| 5 jun  | 18:00 | Coreia do Sul        | 0–3    | Canadá               | 21–25 | 13–25 | 16–25 |       |       | 50–75   | Relatório |

#### Grupo 2
- Local:  Ancara, Turquia
- As partidas seguem o horário local (UTC+3).

| Data   | Hora  |               | Placar |               | Set 1 | Set 2 | Set 3 | Set 4 | Set 5 | Total   | Relatório |
| ------ | ----- | ------------- | ------ | ------------- | ----- | ----- | ----- | ----- | ----- | ------- | --------- |
| 31 mai | 15:30 | Tailândia     | 3–0    | Bulgária      | 25–20 | 25–22 | 25–20 |       |       | 75–62   | Relatório |
| 31 mai | 18:30 | Turquia       | 3–0    | Itália        | 25–20 | 25–19 | 25–19 |       |       | 75–58   | Relatório |
| 1 jun  | 15:30 | Bélgica       | 1–3    | Sérvia        | 25–14 | 16–25 | 17–25 | 22–25 |       | 80–89   | Relatório |
| 1 jun  | 18:30 | China         | 3–1    | Países Baixos | 16–25 | 25–22 | 25–23 | 25–23 |       | 91–93   | Relatório |
| 2 jun  | 13:00 | Tailândia     | 3–2    | Sérvia        | 25–23 | 25–27 | 25–20 | 20–25 | 15–12 | 110–107 | Relatório |
| 2 jun  | 16:00 | Bulgária      | 3–2    | Países Baixos | 25–15 | 12–25 | 19–25 | 25–15 | 15–7  | 96–87   | Relatório |
| 2 jun  | 19:00 | Bélgica       | 1–3    | Itália        | 25–21 | 19–25 | 23–25 | 20–25 |       | 87–96   | Relatório |
| 3 jun  | 13:00 | Sérvia        | 3–0    | Bulgária      | 26–24 | 25–15 | 26–24 |       |       | 77–63   | Relatório |
| 3 jun  | 16:00 | Países Baixos | 0–3    | Itália        | 19–25 | 15–25 | 15–25 |       |       | 49–75   | Relatório |
| 3 jun  | 19:00 | Turquia       | 1–3    | China         | 16–25 | 25–20 | 16–25 | 22–25 |       | 79–95   | Relatório |
| 4 jun  | 13:00 | Tailândia     | 2–3    | Bélgica       | 22–25 | 25–18 | 25–23 | 21–25 | 13–15 | 106–106 | Relatório |
| 4 jun  | 16:00 | China         | 3–1    | Itália        | 25–13 | 20–25 | 25–22 | 25–18 |       | 95–78   | Relatório |
| 4 jun  | 19:00 | Bulgária      | 0–3    | Turquia       | 19–25 | 21–25 | 16–25 |       |       | 56–75   | Relatório |
| 5 jun  | 13:00 | Sérvia        | 3–2    | Países Baixos | 27–25 | 25–16 | 17–25 | 22–25 | 15–13 | 106–104 | Relatório |
| 5 jun  | 16:00 | Tailândia     | 3–2    | China         | 25–23 | 13–25 | 14–25 | 25–23 | 15–11 | 92–107  | Relatório |
| 5 jun  | 19:00 | Turquia       | 3–1    | Bélgica       | 15–25 | 25–21 | 25–21 | 25–15 |       | 90–82   | Relatório |

### Segunda semana

#### Grupo 3
- Local:  Brasília, Brasil
- As partidas seguem o horário local (UTC−3).

| Data   | Hora  |                      | Placar |                      | Set 1 | Set 2 | Set 3 | Set 4 | Set 5 | Total   | Relatório |
| ------ | ----- | -------------------- | ------ | -------------------- | ----- | ----- | ----- | ----- | ----- | ------- | --------- |
| 14 jun | 18:00 | Países Baixos        | 1–3    | Alemanha             | 20–25 | 19–25 | 25–12 | 22–25 |       | 86–87   | Relatório |
| 14 jun | 21:00 | Sérvia               | 1–3    | Itália               | 25–21 | 14–25 | 15–25 | 20–25 |       | 74–96   | Relatório |
| 15 jun | 18:00 | República Dominicana | 3–0    | Coreia do Sul        | 25–21 | 25–17 | 25–13 |       |       | 75–51   | Relatório |
| 15 jun | 21:00 | Brasil               | 3–1    | Turquia              | 19–25 | 25–23 | 25–23 | 25–23 |       | 94–94   | Relatório |
| 16 jun | 15:00 | Sérvia               | 3–0    | Coreia do Sul        | 40–38 | 25–22 | 25–22 |       |       | 90–82   | Relatório |
| 16 jun | 18:00 | Itália               | 3–2    | República Dominicana | 25–23 | 20–25 | 25–19 | 16–25 | 15–12 | 101–104 | Relatório |
| 16 jun | 21:00 | Países Baixos        | 0–3    | Brasil               | 16–25 | 15–25 | 23–25 |       |       | 54–75   | Relatório |
| 17 jun | 15:00 | Alemanha             | 0–3    | Itália               | 19–25 | 22–25 | 25–27 |       |       | 66–77   | Relatório |
| 17 jun | 18:00 | Sérvia               | 3–2    | Turquia              | 25–19 | 15–25 | 20–25 | 25–22 | 15–13 | 100–104 | Relatório |
| 17 jun | 21:00 | Países Baixos        | 2–3    | República Dominicana | 25–23 | 20–25 | 21–25 | 25–15 | 7–15  | 98–103  | Relatório |
| 18 jun | 15:00 | Itália               | 3–1    | Brasil               | 25–17 | 25–15 | 14–25 | 25–14 |       | 89–71   | Relatório |
| 18 jun | 18:00 | Alemanha             | 0–3    | Turquia              | 22–25 | 21–25 | 22–25 |       |       | 65–75   | Relatório |
| 18 jun | 21:00 | Países Baixos        | 3–0    | Coreia do Sul        | 25–11 | 25–21 | 25–18 |       |       | 75–50   | Relatório |
| 19 jun | 10:00 | Brasil               | 3–0    | Sérvia               | 25–21 | 25–9  | 25–21 |       |       | 75–51   | Relatório |
| 19 jun | 13:00 | Alemanha             | 1–3    | República Dominicana | 23–25 | 23–25 | 25–11 | 25–27 |       | 96–88   | Relatório |
| 19 jun | 16:00 | Turquia              | 3–1    | Coreia do Sul        | 20–25 | 25–13 | 25–19 | 25–15 |       | 95–72   | Relatório |

#### Grupo 4
- Local:  Cidade Quezon, Filipinas
- As partidas seguem o horário local (UTC+8).

| Data   | Hora  |                | Placar |                | Set 1 | Set 2 | Set 3 | Set 4 | Set 5 | Total   | Relatório |
| ------ | ----- | -------------- | ------ | -------------- | ----- | ----- | ----- | ----- | ----- | ------- | --------- |
| 14 jun | 15:00 | Canadá         | 0–3    | Tailândia      | 19–25 | 22–25 | 24–26 |       |       | 65–76   | Relatório |
| 14 jun | 19:00 | Japão          | 3–0    | Polônia        | 25–21 | 25–21 | 25–21 |       |       | 75–63   | Relatório |
| 15 jun | 15:00 | Bulgária       | 0–3    | Estados Unidos | 20–25 | 22–25 | 20–25 |       |       | 62–75   | Relatório |
| 15 jun | 19:00 | China          | 3–0    | Bélgica        | 25–19 | 25–22 | 25–14 |       |       | 75–55   | Relatório |
| 16 jun | 11:00 | Polônia        | 3–2    | Tailândia      | 22–25 | 27–29 | 25–16 | 25–16 | 15–13 | 114–99  | Relatório |
| 16 jun | 15:00 | Canadá         | 3–1    | Bélgica        | 25–22 | 25–21 | 22–25 | 25–22 |       | 97–90   | Relatório |
| 16 jun | 19:00 | Bulgária       | 0–3    | Japão          | 20–25 | 16–25 | 23–25 |       |       | 59–75   | Relatório |
| 17 jun | 11:00 | Polônia        | 0–3    | Estados Unidos | 12–25 | 21–25 | 16–25 |       |       | 49–75   | Relatório |
| 17 jun | 15:00 | China          | 3–1    | Canadá         | 25–16 | 18–25 | 25–12 | 25–18 |       | 93–71   | Relatório |
| 17 jun | 19:00 | Japão          | 3–0    | Tailândia      | 25–22 | 25–16 | 25–14 |       |       | 75–52   | Relatório |
| 18 jun | 11:00 | Bulgária       | 3–0    | Canadá         | 26–24 | 25–22 | 25–21 |       |       | 76–67   | Relatório |
| 18 jun | 15:00 | Bélgica        | 3–2    | Polônia        | 25–20 | 15–25 | 25–22 | 22–25 | 15–13 | 102–105 | Relatório |
| 18 jun | 19:00 | Estados Unidos | 3–0    | China          | 25–21 | 25–23 | 25–21 |       |       | 75–65   | Relatório |
| 19 jun | 11:00 | Bulgária       | 2–3    | Bélgica        | 22–25 | 23–25 | 25–20 | 25–20 | 15–17 | 110–107 | Relatório |
| 19 jun | 15:00 | Tailândia      | 1–3    | Estados Unidos | 25–17 | 13–25 | 23–25 | 18–25 |       | 79–92   | Relatório |
| 19 jun | 19:00 | Japão          | 3–1    | China          | 19–25 | 25–16 | 25–23 | 25–12 |       | 94–76   | Relatório |

### Terceira semana

#### Grupo 5
- Local:  Calgary, Canadá
- As partidas seguem o horário local (UTC−6).

| Data   | Hora  |                | Placar |                | Set 1 | Set 2 | Set 3 | Set 4 | Set 5 | Total   | Relatório |
| ------ | ----- | -------------- | ------ | -------------- | ----- | ----- | ----- | ----- | ----- | ------- | --------- |
| 28 jun | 17:00 | Sérvia         | 3–1    | Alemanha       | 17–25 | 25–16 | 25–21 | 25–18 |       | 92–80   | Relatório |
| 28 jun | 20:00 | Canadá         | 3–1    | Turquia        | 25–22 | 21–25 | 25–22 | 25–23 |       | 96–92   | Relatório |
| 29 jun | 17:00 | Japão          | 2–3    | Países Baixos  | 25–23 | 20–25 | 26–24 | 21–25 | 10–15 | 102–112 | Relatório |
| 29 jun | 20:00 | Bélgica        | 0–3    | Estados Unidos | 16–25 | 21–25 | 19–25 |       |       | 56–75   | Relatório |
| 30 jun | 14:00 | Turquia        | 3–0    | Países Baixos  | 25–23 | 25–11 | 25–21 |       |       | 75–55   | Relatório |
| 30 jun | 17:00 | Alemanha       | 3–1    | Bélgica        | 20–25 | 25–18 | 25–22 | 25–20 |       | 95–85   | Relatório |
| 30 jun | 20:00 | Estados Unidos | 3–0    | Sérvia         | 25–17 | 33–31 | 25–16 |       |       | 83–64   | Relatório |
| 1 jul  | 14:00 | Bélgica        | 1–3    | Países Baixos  | 25–21 | 24–26 | 20–25 | 21–25 |       | 90–97   | Relatório |
| 1 jul  | 17:00 | Turquia        | 3–1    | Japão          | 25–20 | 25–15 | 18–25 | 25–22 |       | 93–82   | Relatório |
| 1 jul  | 20:00 | Sérvia         | 3–1    | Canadá         | 25–20 | 25–14 | 20–25 | 25–22 |       | 95–81   | Relatório |
| 2 jul  | 14:00 | Turquia        | 2–3    | Estados Unidos | 22–25 | 25–18 | 25–27 | 25–23 | 16–18 | 113–111 | Relatório |
| 2 jul  | 17:00 | Japão          | 1–3    | Sérvia         | 25–22 | 20–25 | 19–25 | 22–25 |       | 86–97   | Relatório |
| 2 jul  | 20:00 | Alemanha       | 3–1    | Canadá         | 25–19 | 19–25 | 27–25 | 25–23 |       | 96–92   | Relatório |
| 3 jul  | 11:00 | Bélgica        | 3–2    | Japão          | 25–16 | 18–25 | 25–19 | 11–25 | 15–10 | 94–95   | Relatório |
| 3 jul  | 14:00 | Estados Unidos | 3–1    | Alemanha       | 25–17 | 25–13 | 13–25 | 25–22 |       | 88–77   | Relatório |
| 3 jul  | 17:00 | Países Baixos  | 3–1    | Canadá         | 22–25 | 27–25 | 26–24 | 25–23 |       | 100–97  | Relatório |

#### Grupo 6
- Local:  Sófia, Bulgária
- As partidas seguem o horário local (UTC+3).

| Data   | Hora  |                      | Placar |                      | Set 1 | Set 2 | Set 3 | Set 4 | Set 5 | Total   | Relatório |
| ------ | ----- | -------------------- | ------ | -------------------- | ----- | ----- | ----- | ----- | ----- | ------- | --------- |
| 28 jun | 17:00 | China                | 2–3    | Brasil               | 20–25 | 23–25 | 25–18 | 25–21 | 11–15 | 104–104 | Relatório |
| 28 jun | 20:00 | República Dominicana | 0–3    | Bulgária             | 15–25 | 13–25 | 21–25 |       |       | 49–75   | Relatório |
| 29 jun | 17:00 | Tailândia            | 3–0    | Coreia do Sul        | 25–11 | 25–22 | 25–17 |       |       | 75–50   | Relatório |
| 29 jun | 20:00 | Itália               | 3–1    | Polônia              | 25–27 | 25–20 | 28–26 | 25–18 |       | 103–91  | Relatório |
| 30 jun | 13:30 | Tailândia            | 1–3    | República Dominicana | 25–22 | 23–25 | 23–25 | 21–25 |       | 92–97   | Relatório |
| 30 jun | 16:30 | Polônia              | 0–3    | China                | 8–25  | 23–25 | 20–25 |       |       | 51–75   | Relatório |
| 30 jun | 20:00 | Coreia do Sul        | 0–3    | Brasil               | 17–25 | 19–25 | 13–25 |       |       | 49–75   | Relatório |
| 1 jul  | 13:30 | China                | 3–0    | República Dominicana | 25–19 | 25–16 | 25–15 |       |       | 75–50   | Relatório |
| 1 jul  | 16:30 | Itália               | 3–1    | Coreia do Sul        | 25–17 | 23–25 | 25–15 | 25–19 |       | 98–76   | Relatório |
| 1 jul  | 20:00 | Brasil               | 3–0    | Bulgária             | 25–21 | 25–20 | 25–18 |       |       | 75–59   | Relatório |
| 2 jul  | 13:30 | República Dominicana | 3–2    | Polônia              | 20–25 | 38–26 | 25–20 | 13–25 | 15–9  | 111–105 | Relatório |
| 2 jul  | 16:45 | Brasil               | 3–1    | Tailândia            | 25–18 | 26–24 | 23–25 | 25–23 |       | 99–90   | Relatório |
| 2 jul  | 20:00 | Itália               | 3–0    | Bulgária             | 25–12 | 25–19 | 25–21 |       |       | 75–52   | Relatório |
| 3 jul  | 13:30 | China                | 3–1    | Coreia do Sul        | 25–13 | 19–25 | 25–19 | 26–24 |       | 95–81   | Relatório |
| 3 jul  | 16:30 | Tailândia            | 0–3    | Itália               | 20–25 | 14–25 | 14–25 |       |       | 48–75   | Relatório |
| 3 jul  | 20:00 | Polônia              | 1–3    | Bulgária             | 25–22 | 13–25 | 17–25 | 22–25 |       | 77–97   | Relatório |

## Fase final
|  | Quartas de final | Quartas de final |             |   | Semifinais     | Semifinais     |  |  | Final | Final |
|  |                  |                  |             |   |                |                |  |  |       |       |
|  | 14 de julho      |                  |             |   |                |                |  |  |       |       |
|  |                  |                  |             |   |                |                |  |  |       |       |
|  | Turquia          | 3                |             |   |                |                |  |  |       |       |
|  | Turquia          | 3                | 16 de julho |   |                |                |  |  |       |       |
|  | Tailândia        | 1                |             |   |                |                |  |  |       |       |
|  | Tailândia        | 1                | Turquia     | 0 |                |                |  |  |       |       |
|  | 14 de julho      |                  | Turquia     | 0 |                |                |  |  |       |       |
|  |                  | Itália           | 3           |   |                |                |  |  |       |       |
|  | Itália           | Itália           | 3           | 3 |                |                |  |  |       |       |
|  | Itália           |                  | 17 de julho | 3 |                |                |  |  |       |       |
|  | China            | 1                |             |   |                |                |  |  |       |       |
|  | China            | 1                | Itália      | 3 |                |                |  |  |       |       |
|  | 13 de julho      |                  | Itália      | 3 |                |                |  |  |       |       |
|  |                  | Brasil           | 0           |   |                |                |  |  |       |       |
|  | Estados Unidos   | Brasil           | 0           | 2 |                |                |  |  |       |       |
|  | Estados Unidos   | 16 de julho      |             | 2 |                |                |  |  |       |       |
|  | Sérvia           | 3                |             |   |                |                |  |  |       |       |
|  | Sérvia           | 3                | Sérvia      | 1 |                |                |  |  |       |       |
|  | 13 de julho      |                  | Sérvia      | 1 |                |                |  |  |       |       |
|  |                  | Brasil           | 3           |   | Terceiro lugar | Terceiro lugar |  |  |       |       |
|  | Brasil           | Brasil           | 3           | 3 | Terceiro lugar | Terceiro lugar |  |  |       |       |
|  | Brasil           |                  | 17 de julho | 3 |                |                |  |  |       |       |
|  | Japão            | 1                |             |   |                |                |  |  |       |       |
|  | Japão            | 1                | Turquia     | 0 |                |                |  |  |       |       |
|  |                  |                  |             |   |                |                |  |  |       |       |
|  | Sérvia           | 3                |             |   |                |                |  |  |       |       |
|  | Sérvia           | 3                |             |   |                |                |  |  |       |       |

- As partidas seguem o horário local (UTC+3).

### Quartas de final
| Data   | Hora  |                | Placar |           | Set 1 | Set 2 | Set 3 | Set 4 | Set 5 | Total   | Relatório |
| ------ | ----- | -------------- | ------ | --------- | ----- | ----- | ----- | ----- | ----- | ------- | --------- |
| 13 jul | 15:00 | Brasil         | 3–1    | Japão     | 29–27 | 28–26 | 20–25 | 25–14 |       | 102–92  | Relatório |
| 13 jul | 18:30 | Estados Unidos | 2–3    | Sérvia    | 27–29 | 23–25 | 25–20 | 25–20 | 13–15 | 113–109 | Relatório |
| 14 jul | 15:00 | Itália         | 3–1    | China     | 25–22 | 25–19 | 24–26 | 25–22 |       | 99–89   | Relatório |
| 14 jul | 18:30 | Turquia        | 3–1    | Tailândia | 23–25 | 25–15 | 25–18 | 25–21 |       | 98–79   | Relatório |

### Semifinais
| Data   | Hora  |         | Placar |        | Set 1 | Set 2 | Set 3 | Set 4 | Set 5 | Total | Relatório |
| ------ | ----- | ------- | ------ | ------ | ----- | ----- | ----- | ----- | ----- | ----- | --------- |
| 16 jul | 15:00 | Sérvia  | 1–3    | Brasil | 25–14 | 18–25 | 24–26 | 19–25 |       | 86–90 | Relatório |
| 16 jul | 18:30 | Turquia | 0–3    | Itália | 18–25 | 26–28 | 22–25 |       |       | 66–78 | Relatório |

### Terceiro lugar
| Data   | Hora  |         | Placar |        | Set 1 | Set 2 | Set 3 | Set 4 | Set 5 | Total | Relatório |
| ------ | ----- | ------- | ------ | ------ | ----- | ----- | ----- | ----- | ----- | ----- | --------- |
| 17 jul | 15:00 | Turquia | 0–3    | Sérvia | 25–27 | 17–25 | 24–26 |       |       | 66–78 | Relatório |

### Final
| Data   | Hora  |        | Placar |        | Set 1 | Set 2 | Set 3 | Set 4 | Set 5 | Total | Relatório |
| ------ | ----- | ------ | ------ | ------ | ----- | ----- | ----- | ----- | ----- | ----- | --------- |
| 17 jul | 18:30 | Itália | 3–0    | Brasil | 25–23 | 25–22 | 25–22 |       |       | 75–67 | Relatório |

## Classificação final
| Campeão | Vice-campeão | Terceiro lugar |
| ItáliaMarina Lubian · Alessia Gennari · Sara Bonifacio · Ofelia Malinov · Monica De Gennaro · Eleonora Fersino · Alessia Orro · Caterina Bosetti · Cristina Chirichella · Anna Danesi · Elena Pietrini · Sylvia Nwakalor · Miriam Sylla · Paola Egonu | BrasilJúlia Kudiess · Ana Carolina da Silva · Priscila Daroit · Nyeme Costa · Rosamaria Montibeller · Macris Carneiro · Roberta Ratzke · Gabriela Guimarães · Ana Cristina de Souza · Natália Araújo · Lorena Viezel · Kisy Nascimento · Júlia Bergmann · Lorenne Teixeira | SérviaBianka Buša · Katarina Lazović · Bojana Živković · Mina Popović · Slađana Mirković · Brankica Mihajlović · Teodora Pušić · Ana Bjelica · Maja Aleksić · Jovana Stevanović · Bojana Milenković · Jovana Kocić · Sara Lozo · Sanja Djurdjević |

| 4  | Turquia              |
| 5  | Estados Unidos       |
| 6  | China                |
| 7  | Japão                |
| 8  | Tailândia            |
| 9  | República Dominicana |
| 10 | Alemanha             |
| 11 | Países Baixos        |
| 12 | Canadá               |
| 13 | Polônia              |
| 14 | Bulgária             |
| 15 | Bélgica              |
| 16 | Coreia do Sul        |

Fonte: Volleyball World

## Prêmios individuais
A seleção do campeonato foi composta pelas seguintes jogadoras:
- MVP (Most Valuable Player):  Paola Egonu